# Renault V71
De Renault V71 is een model tractor van de Franse fabrikant Renault. De V71 werd geproduceerd tussen maart 1960 en februari 1963 en maakt samen met de N71 en de E71 deel uit van de serie R7051. De tractor is qua carrosserie en techniek (buiten de motor) identiek aan bijvoorbeeld de Renault V72.

## Uitvoeringen
Er waren twee uitvoeringen, waarbij de hefinrichting verschilde, de eerste slechts van maart tot en met september 1960 geproduceerd, terwijl de andere uitvoering van september 1960 tot en met februari 1963 werd geproduceerd. De spoorbreedte was speciaal afgestemd op wijnboeren (herkenbaar aan de V in de naamgeving; N stond voor normaal en E voor de smalspoortractoren).

## Technische gegevens
- Motor: Perkins (watergekoeld) 3 cilinder 3-144, Diesel[1]
- Boring: 89 mm
- Slag: 127mm
- Vermogen: 35PK bij 2000 OMW/MIN
- Klepspeling inlaat/uitlaat: 0,3 mm koud
- Openingsdruk verstuivers: 130 kg/cm²
- Inspuitmoment: 18° voor B.D.P.

## Voetnoot
1. ↑  Informatie is afkomstig van F. Steijvers